# José Giral Pereira

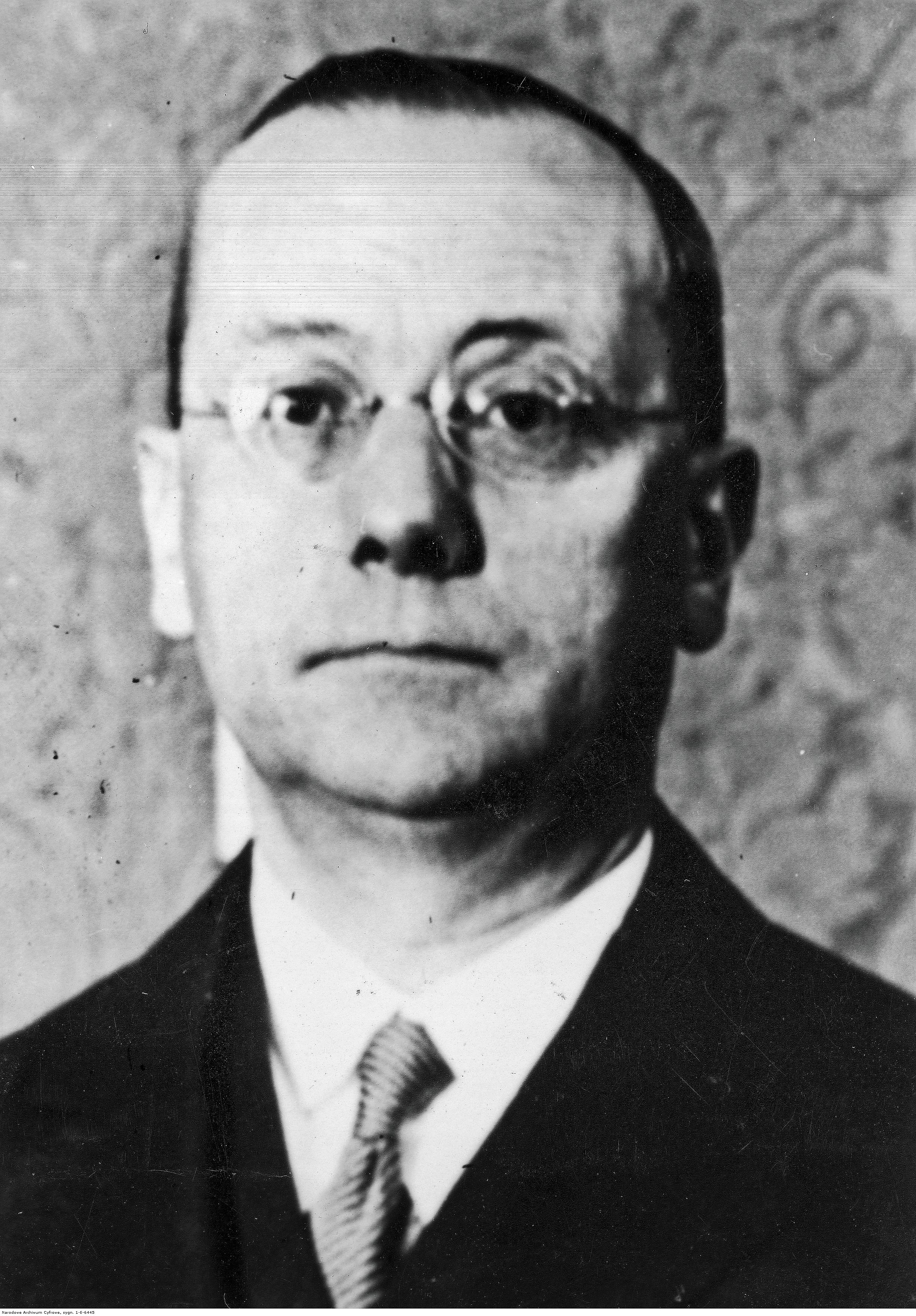
José Giral Pereira

José Giral Pereira (* 1879 in Santiago de Cuba; † 23. Dezember 1962 in Mexiko) war ein spanischer Politiker und Ministerpräsident Spaniens (Presidente de Gobierno).

## Biografie

### Hochschullehrer und erste politische Tätigkeiten
Giral Pereira absolvierte nach dem Schulbesuch ein Studium der Chemie und Pharmazie an der Universität Complutense Madrid, das er 1903 mit einem Doktor der Pharmazie sowie 1904 mit einem Doktor der physikalisch-chemischen Wissenschaften abschloss. 1905 erfolgte seine Berufung als Professor auf den Lehrstuhl für Anorganische Chemie an der Universität Salamanca.
Nach der Teilnahme am republikanisch orientierten Generalstreik von 1917 erfolgte seine Verhaftung und anschließende Verurteilung. Aufgrund seiner republikanischen Einstellung und Ideologie wurde er während der Regierungszeiten von Miguel Primo de Rivera sowie von Dámaso Berenguer Fusté in den Jahren 1923 bis 1930 erneut wiederholt verhaftet. 1928 erfolgte seine Berufung zum Professor an den Lehrstuhl für Biochemie der Universität Complutense Madrid.
Zusammen mit Manuel Azaña war er 1928 Mitgründer der Republikanischen Aktion (Acción Republicana), einer progressiven, linksliberalen und republikanischen Partei. Nach der Vereinigung der Acción Republicana mit der Galicisch-Republikanischen Autonomen Organisation (Organización Republicana Gallega Autónoma) und der Radikalsozialistischen Republikanischen Partei (Partido Republicano Radical Socialista) 1934 zur Republikanischen Linken (Izquierda Republicana) wurde er deren Mitglied.
Nach der Gründung der Zweiten Spanischen Republik am 14. April 1931 wurde er zum Rektor der Universität Complutense Madrid berufen. Zugleich wurde er Regierungsberater (Consejero de Estado).

### Aufstieg zum Ministerpräsidenten und Ministerpräsident der Exilregierung
Am 14. Oktober 1931 wurde er von Azaña zum Marineminister in dessen bis zum 12. September 1933 amtierenden Kabinett berufen.
Am 19. Juli 1936 wurde er Marineminister im Kabinett von Diego Martínez Barrio. Noch am gleichen Tag ernannte ihn Azaña, der mittlerweile Präsident der Republik war, als Nachfolger Martínez Barrios zum Ministerpräsidenten Spaniens (Presidente de Gobierno), um die Auswirkungen der von General Francisco Franco befehligten Militärrevolte vom 17. Juli 1936 einzugrenzen. Während des darauf folgenden Spanischen Bürgerkrieges kam es jedoch zunehmend zu bewaffneten Konflikten und einer Ausweitung der Kämpfe. Nach den Schlachten von Talavera de la Reina und dem Marsch der aus Marokko kommenden Expeditionsstreitkräfte auf Madrid trat er am 4. September 1936 als Ministerpräsident zurück und wurde von Francisco Largo Caballero abgelöst. Während seiner Amtszeit war er wiederum auch Marineminister.
In den Kabinetten von Largo Caballero blieb er als Minister ohne Geschäftsbereich Mitglied der republikanischen Regierung. Vom 17. Mai 1937 bis zum 5. April 1938 war er im Kabinett von Largo Cabelleros Nachfolger Juan Negrín López Außenminister.
Nach der Machtübernahme von Franco am 30. Januar 1938 ging er zunächst 1939 ins Exil nach Frankreich und dann später nach Mexiko, wo er bis zu seinem Tode Professor für Biochemie am Instituto Politécnico Nacional und der Universidad Nacional Autónoma de México war.
In Mexiko war er auch vom 18. September 1945 bis 1947 mit Billigung der mexikanischen Regierung als Nachfolger von Negrín López Ministerpräsident der Exilregierung Spaniens.

## Veröffentlichungen
Als Hochschullehrer war er Autor mehrerer Fachbücher:
- Análisis orgánico funciona (1914) (Funktionale organische Analysen)
- Tratado de química orgánica (1926–1928, 3 Bände) (Abhandlungen über die Organische Chemie)
- Fermentos (1940) (Enzyme)
- Materia y energía (1960) (Materie und Energie)